# Anthomyia comio
Anthomyia comio este o specie de muște din genul Anthomyia, familia Anthomyiidae. A fost descrisă pentru prima dată de Harris în anul 1780. Conform Catalogue of Life specia Anthomyia comio nu are subspecii cunoscute.